# Frullanoides bahamensis
Frullanoides bahamensis là một loài Rêu trong họ Lejeuneaceae. Loài này được (A. Evans) Slageren mô tả khoa học đầu tiên năm 1985.